# Chérie FM
Chérie FM  est une station de radio musicale privée française appartenant au groupe NRJ et destinée au public adulte féminin. Elle fonctionne à partir d'une tête de réseau, située à Paris, de laquelle décrochent 41 antennes locales, réparties dans toute la France, pour les informations et la tranche d'animation 13 h - 17 h.
La radio couvre au total une population de 28 millions d'habitants[Quand ?].

## Historique

### 1987-1992: timides débuts pour la petite sœur d'NRJ
Chérie FM est créée en 1987 et s'appelle 103.5fm à Paris car elle émettait à l'époque sur le canal 103.5 (aujourd'hui, elle émet à Paris sur 91.3FM). En 1992 de nouvelles fréquences sont attribués par la haute autorité et 103.5fm devient Chérie FM. Elle n'émet plus sur la fréquence 103.5, mais sur la fréquence de la défunte Gilda la radiopolitaine, rachetée au groupe Filipacchi pour trois millions de francs, en association avec la Compagnie générale des eaux, CBS-France et un établissement financier.[réf. souhaitée] Elle se positionne comme principale concurrente de Nostalgie, alors indépendante, sur la diffusion de vieux standards[réf. incomplète], afin de toucher un public adulte. Le programme est également proposé à des radios locales, bien que le CNCL interdise à NRJ de constituer un deuxième réseau. Alexandre Debanne et Mitsou sont les animateurs d'une antenne pour laquelle l'investissement est faible, mais le succès au rendez-vous, avec la quatrième place des radios FM privées en Île-de-France[réf. souhaitée].
Chérie FM obtient une implantation nationale en 14 Novembre 1989 quand NRJ rachète le réseau Pacific FM, au détriment de Kiss FM, également candidat. La plupart des stations de province du réseau sont affiliées à Chérie FM le 31 octobre, alors que la fréquence parisienne est utilisée pour créer Rire et Chansons. Elle permet à NRJ de contrer le développement d'Europe 2, créée en 1987 et distribuée à des stations locales partout en France. Le cofondateur de Pacific FM, Marc Pallain, devient le président du deuxième réseau du groupe NRJ, avant d'occuper très vite d'autres responsabilités auprès de Jean-Paul Baudecroux[réf. souhaitée].
En 1992, Chérie FM s'étend à la Belgique sous le nom Chérie FM Belgique. La station s'arrête en 2008 et fait son retour en 2015, sous forme de webradio, dotée de ses propres animateurs.

### 1993-1998: la loi Carignon permet l'essor du réseau
Entre 1993 et 1994, avec Christophe Sabot comme directeur des programmes, Chérie FM, qui compte « une petite centaine de fréquences » décolle en passant de 2,3 % à 3,6 % d'audience cumulée (AC), soit 500 000 auditeurs de plus. Les rachats de stations locales se poursuivent, grâce à la loi Carignon, du 1er février 1994, qui passe de 45 millions à 150 millions le nombre d'habitants que peut toucher un même groupe. Ce texte libéral compte aussi un article protectionniste, qui impose un quota de 40 % de musique francophone. Afin de devenir la radio ayant le plus fort auditorat féminin, des sondages sont réalisés par téléphone pour définir la ligne musicale, mais aussi le timbre des animateurs et journalistes. « Voix mâles pour l'animation, féminines pour les chroniques et l'information. »
En 1995, la radio déménage de ses locaux exigus, situés rue Auguste-Vacquerie, près de l'Étoile, à Paris, vers le siège d'NRJ, rue Boileau, dans le 16e arrondissement. Elle compte comme concurrentes Nostalgie, Europe 2 et désormais RFM, repositionnée depuis peu sur le format « gold ». Le groupe NRJ crée une agence d'information locale pour ses trois réseaux, avec des bureaux de journalistes dans une vingtaine de villes. En septembre, Chérie FM lance « Un problème, une solution », une émission de dialogue avec les auditeurs, animée par Marie-Pierre Jouannet.
En 1997, la station connaît un recul de 0,6 points d'AC, sur la première vague de sondage de l'année, qui pousse ses dirigeants à revoir sa grille pour donner plus de place à la musique. Jean-Marc Morandini, animateur d'une émission matinale et présentateur de « Tout est possible », sur TF1, devient directeur de l'antenne.
Lors de l'acquisition de Nostalgie par le groupe NRJ, en 1998, Jean-Paul Baudecroux affirme que « l'augmentation des programmes locaux est la seule manière d'attirer la publicité locale, qui va majoritairement vers les journaux gratuits et l'affichage ».

### 1999-2006: âge d'or et première matinale «100% locale» sur une station musicale
En 1999, tandis que ses audiences s'établissent pour la première fois au-dessus des 6 % d'AC, Chérie FM est mise en demeure par le CSA, comme RTL2, Nostalgie, RFM et MFM, pour non-respect des quotas nouveaux talents et de nouvelles productions francophones. En novembre, Jean-Marc Morandini quitte la direction des programmes.
En 2000, la direction des programmes est assurée par Max Guazzini et la direction d'antenne par Mike Wagner. Après six années de stabilité autour des 6 %, Chérie FM atteint son pic historique au premier trimestre 2004, avec 6,5 % d'AC, même si elle reste loin de NRJ (12,2 %) et Nostalgie (8,8 %). Plusieurs webradios thématiques dérivées de la marque principale sont lancées. Leur nombre grossira progressivement, notamment en 2007, dans le but avoué d'étouffer la concurrence sur internet.
Entre 2000 et 2006, la station propose une matinale « 100 % locale », sans équivalent en dehors de France Bleu, bien que ses moyens soient sans commune mesure avec ceux du service public. Un journaliste assure la présentation des flashs et les reportages sur le terrain, par locale.
Chérie FM possède 132 fréquences en 2003. Marc Pallain considère alors que « ce qui constitue une radio moderne, c'est la vie d'une communauté autour de cinquante tubes, identiques à ceux des concurrents ». L'année suivante, alors que les audiences amorcent un lent déclin face à l'essor des nouveaux modes de consommation de la musique, la station inaugure des décrochages locaux le week-end. Marc Scalia en est devenu le directeur des programmes, après le départ de Max Guazzini.

### 2006-2016: turbulences et changement de ligne
Mars Scalia, en tant que directeur à partir de novembre 2006, se fixe comme ligne de « faire vibrer les femmes actives, dynamiques et qui décident [sans exclure] les hommes d'aujourd'hui ». Il axe la radio vers la variété francophone et les nouveaux talents, supprime les matinales locales (tout en gardant des décrochages pour l'information) et installe un duo d'animateurs, Alexandre Debanne et Valérie Bénaïm, à la tête de « Debout les chéries ! », entre 6 h et 9 h 30. Didier Bouchend'homme prendre la direction des programmes en 2008.
En mars 2009, tandis que les audiences des différentes chaînes s'effritent encore et que le vaisseau amiral connaît une crise de direction, les syndicats de NRJ Groupe dénoncent un projet de plateformes régionales, qui risque de mettre sur la touche « près de la moitié des animateurs ». Il ne verra finalement pas le jour. Dès 2002, le groupe NRJ présente deux projets de chaîne de télévision pour la TNT, dont une déclinaison de Chérie FM. Cette dernière est finalement lancée le 12 décembre 2012, sous le nom de Chérie 25.
De la rentrée 2011 au 24 août 2012, la matinale est "Good morning Chérie" animée par Stéfan Caza et Alina Schiau.
Après le retour des matinales locales, pendant deux saisons, du 27 août 2012 au 24 août 2014, les rendez-vous d'information s'intègrent à la matinale Le Réveil Chérie, avec d'abord Vincent Cerutti, recruté alors qu'il présente « Danse avec les stars » sur TF1, tandis que les animateurs régionaux animent le « 12 h - 16 h ». Le 24 août 2015, Stéphanie Loire remplace Laurie Cholewa à la co-animation de la matinale,. Cette formule semble dans un premier temps porter ses fruits, avec une audience cumulée de 4,4 % fin 2015, soit « la plus forte progression des stations musicales, se félicite Jean-Paul Baudecroux. La station qui passe devant RFM bénéficie de son repositionnement. » Néanmoins, la station retombe à 4 % sur la période avril-juin 2016.

### 2011-2016: fronde contre le durcissement des quotas musicaux
Chérie FM prend part dès 2011 à un nouveau conflit qui oppose la majorité des stations musicales privées à l'industrie musicale. Les maisons de disque veulent obtenir du CSA un durcissement des quotas de chansons francophones sur les ondes, car elles observent que les quotas de 40 % sont réalisés sur peu de morceaux, ce qui ne favorise pas la création. De leur côté, les radios musicales redoutent la concurrence des plateformes comme Deezer ou Spotify. La directrice déléguée à la direction générale du groupe NRJ, Maryam Salehi, déclare à cette occasion : « Nous devons parfois travailler la durée d'un titre pour s'adapter aux contraintes de la radio, notamment les tranches d'information ou les écrans de publicité. » 
Dans un rapport commandé, entre autres, par Chérie FM, remis en 2013 à la ministre de la Culture Aurélie Filippetti et au CSA, les radios réunies du collectif « Pour que ma radio reste libre » pointent un « tarissement de l'offre » des majors, tandis que l'audience des musicales a baissé de 13 % entre 2007 et 2012. « Réduire ces rotations serait une atteinte à notre liberté éditoriale », s'insurge en février 2014 Jean-Paul Baudecroux.
En juin 2016, un amendement gouvernemental est intégré au projet de loi liberté de la création, architecture et patrimoine, qui prévoit que si plus de 50 % des diffusions de chansons francophones sont concentrées sur dix titres, les diffusions supplémentaires de ceux-ci ne sont plus comptés dans les quotas. Les quotas pourront être abaissés à 35 % pour les radios qui diffusent 45 % de nouveautés et ne diffusent jamais une même chanson plus de 150 fois par mois.

### 2017-2024: changements de nom
Le 31 juillet 2017, le CSA a autorisé le changement de nom de la station Chérie FM en Chérie.
En septembre 2017, la grille de rentrée de Chérie s'établit sans Vincent Cerutti, mais avec Stéphanie Loire pour Le Réveil Chérie. Le directeur des antennes Gaël Sanquer indique, par ailleurs, que la tranche entre 16 h et 20 h sera dorénavant proposée localement, sur des fréquences dont la station détient une autorisation en catégorie C. 
Le 24 mai 2018, on apprend que Stéphanie Loire n'animera plus la matinale de Chérie à la rentrée (Jean-Philippe Doux non plus), la station recherchant une nouvelle personnalité pour incarner cette tranche horaire.
Le 22 avril 2019, à la suite d'une enquête stratégique, le CSA autorise Chérie à reprendre son nom d'origine Chérie FM ainsi que le changement du slogan « Pop love music » en « La plus belle musique ».
A la rentrée 2019, le Réveil Chérie change de binôme pour Alexandre Devois et Sophie Coste.

## Identité de la station

### Logos
Le premier logo est créé par la graphiste Catherine Chaillet. Le 12 décembre 2012, à l'occasion du lancement de la chaîne de télévision Chérie 25, Chérie FM modifie son logo pour se rapprocher de celui de la chaîne. Ce logo est similaire à celui de la radio en 1990.

Ancien logo de Chérie FM après le rachat de Gilda en 1987.
Ancien logo de Chérie FM après le rachat de Pacific FM.
Ancien logo utilisé pendant la première moitié des années 1990.
Ancien logo de Chérie FM du 19 septembre 1997 à mai 2007.
Ancien logo de Chérie FM de mai 2007 au 12 décembre 2012.
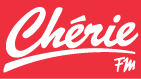
Logo de Chérie FM du 12 décembre 2012 au 30 juillet 2017 puis à partir du 22 avril 2019
Ancien logo de Chérie du 31 juillet 2017 au 21 avril 2019.

### Slogans
- 1987-1999 : « Écoutez, vous allez chanter ! »
- 1999-2000 : « Jamais la musique ne vous aura fait autant de bien ! »
- 2000 à novembre 2012 : «Vos plus belles émotions »
- 2000-2004 : « Toutes vos chansons préférées» (slogan secondaire)
- 2004 à mai 2007 : « Douceur, émotion, passion » (slogan secondaire)
- De mai 2007 à novembre 2012 : « Les hits qui font battre votre cœur »[34](slogan secondaire)
- De novembre 2012 au 21 avril 2019 :  « Pop love music »
- De 22 avril 2019 au 19 avril 2023 : « La Plus Belle Musique »
- Depuis le 20 avril 2023 : « Feel Good Music »

## Personnalités de la station

### Direction
- Le 14 septembre 2017, Laurent Ripoll devient le directeur de l'antenne de Chérie[35].
- En juin 2022, Yoann Boulanger Coureau devient le directeur de l'antenne de Chérie FM.

### Autres collaborateurs
- À la rentrée 2017, Vincent Cerutti est écarté de la matinale de Chérie FM, Stéphanie Loire restant quant à elle dans cette case[36].
- À la rentrée 2017, Jean-Philippe Doux rejoint Stéphanie Loire pour co-animer désormais la matinale de Chérie avec elle[37].
- À la rentrée 2018, Stéphanie Loire et Jean-Philippe Doux n'animent plus la matinale sur Chérie, Christophe Nicolas et Carole Coatsaliou récupérant l'émission[38].
- Le 22 août 2019, Alexandre Devoise accompagné de Sophie Coste constituent la nouvelle équipe de la matinale de Chérie[39],[40].

## Organisation

### Antennes locales
Chérie FM s'est construite autour d'un réseau de radios locales (catégorie C), réparties dans toute la France, avec une prédominance dans la moitié sud. La chaîne possède 41 studios en dehors de Paris, dans des métropoles comme Lille, Lyon ou Marseille, des préfectures comme Besançon, Le Mans ou Poitiers, et de plus petites villes comme Lannion,Montélimar ou Carcassonne.[réf. nécessaire] Ces fréquences dites « actives », en opposition aux fréquences passives, qui ne diffusent que le programme national (catégorie D), permettent à Chérie FM de proposer des publicités locales. 
Certaines sont le fruit de rachats de radios associatives[source secondaire souhaitée] comme Chérie FM Hauts de France.
L'Île-de-France possède ses propres décrochages pour l'information. En 2003, le rédacteur en chef d'NRJ, Yann Carpier, expliquait que « les auditeurs ne viennent pas chez nous pour l'information, mais nous devons leur en donner suffisamment pour qu'ils ne zappent pas à l'heure des journaux ». Pourtant, le temps consacré à l'information a constamment diminué. Si les flashs représentent 27 minutes par jour sur la grille avant 2001, le CSA a d'abord autorisé la radio à réduire ce plancher à 25 minutes, puis 21 minutes en 2015.

### Franchises
Parmi les 167 fréquences dont dispose Chérie FM en France, (contre 322 pour NRJ), elle compte encore plusieurs franchises, bien que l'hétérogénéité des programmes représente un écart vis-à-vis de l'uniformisation recherchée par le groupe. Des propriétaires de radios locales ont choisi d'acheter le droit d'utiliser le nom et le programme de la chaîne, moyennant un cahier des charges, pour des questions de visibilité. Les équipes ne sont pas hiérarchiquement rattachées à Paris.

### Étranger
Le groupe NRJ possède Chérie FM Belgique, station à l'existence tourmentée. Présente sur les ondes FM entre 1990 et 2008, elle réapparaît en 2015 sous forme de webradio. Si son format musical, son code visuel et sa cible sont les mêmes que sa grande sœur française, Chérie FM Belgique propose sa propre programmation et ses propres animateurs.

## Programmation
La musique représente 70,7 % du programme diffusé sur Chérie FM sur la tranche 6 h 30 - 22 h 30 (53,2 % sur la tranche 6 h - 9 h). Les chansons pop, des années 1960 à nos jours, sont privilégiées, dans le but de satisfaire un public adulte féminin, ambition qui était à l'origine celle qu'avait imaginé Jean-Paul Baudecroux pour NRJ.
Conformément à la stratégie utilisée avec succès par NRJ depuis son origine, les rotations sont très courtes. Ainsi, selon le rapport 2016 de l'Observatoire de la musique, Chérie FM fait partie des radios qui diffusent le moins de titres différents. 916 titres, de 404 artistes, s'y partagent 128 069 diffusions en 2016 (contre 6 039 titres pour 97 390 diffusions sur NRJ et 34 026 titres pour 122 814 diffusions sur FIP). Ces données sont comparables à celles étudiées en 2012. 
La radio respecte strictement la convention signée avec le CSA, avec 37,3 % de titres francophones dans sa programmation, en 2016. Le groupe NRJ, auquel elle appartient, s'est élevé avec d'autres radios privées contre le renforcement des quotas, accordée en 2016 par le Parlement aux producteurs et auteurs de musique française. En vain. Cette mesure prévoit que si plus de la moitié des diffusions de chansons francophones est concentrée sur dix titres, les diffusions supplémentaires ne seront plus prises en compte dans les quotas. 
Depuis la rentrée en septembre 2022, Chérie FM se modernise et fait évoluer petit à petit son format musical en se repositionnant[source secondaire souhaitée].

## Diffusion

### Modulation de fréquence
La radio couvre au total une population de 28 millions d'habitants[Quand ?].

### Webradios
Chérie FM (France) possède 33 webradios qu'elle met à disposition du public sur Internet.

## Audiences
En juin 2016, Chérie FM compte 2,146 millions d'auditeurs quotidiens et représente 2,4 % en part d'audience, ce qui la place treizième radio de France (en l'absence de données pour Fun Radio), septième radio musicale et quatrième sur le segment adultes, au coude-à-coude avec RFM, selon l'institut de sondages Mediamétrie. Son audience cumulée est de 4 %, loin des 6,4 % obtenus en 2004. En septembre de la même année, une nouvelle émission fait son apparition : Chérie 90.